# Cales (Gattung)
Cales ist die einzige Gattung der Hautflüglerfamilie Calesidae. Die Gattung wurde 1907 von dem US-amerikanischen Entomologen Leland Ossian Howard erstbeschrieben. Die Typusart ist Cales noacki Howard, 1907. Die Unterfamilie Calesinae wurde 1929 von dem spanischen Entomologen Ricardo García Mercet eingeführt und in die Familie Aphelinidae eingeordnet. Burks et al. (2022) führten aufgrund molekularbiologischer und morphologischer Studienergebnisse eine Revision der Pteromalidae und verwandter Erzwespenfamilien durch, in deren Rahmen die Unterfamilie Calesinae aus der Familie Aphelinidae ausgegliedert wurde und in den Rang einer Familie erhoben wurde.

## Merkmale
Burks et al. (2022) beschreiben die Familie Calesidae anhand folgender morphologischer Eigenschaften. Die Fühlerwurzel ist 2 bis 4 Mal so lang wie breit. Ferner weisen die Fühler 3 oder 4 Geißelglieder auf. Die Fühlerkeule ist verschmolzen und länger als die vorangehende Geißel. Die meisten Arten besitzen mulitporöse plattenförmige Sensillen, die angehoben und nicht entlang der Länge an Geißelgliedern befestigt sind. Der protibiale Sporn ist kräftig und gerade. Alle Beine weisen 4 Tarsenglieder auf. Die Axilla erstreckt sich nach vorne und bildet eine deutliche schmale Scapula (Schulterblatt). Das Mesosoma ist breit mit dem Metasoma verbunden, wobei sich das zweite Phragma in das Metasoma hinein erstreckt. Die Hinterflügel weisen eine stark gebogene Marginalader auf. Der Körper ist blassgelb oder gelbbraun gefärbt.

## Lebensweise
Die Vertreter der Gattung Cales sind parasitisch lebende Hautflügler. Zu den Wirten der Gattung Cales gehören die Larven von Mottenschildläusen (Aleyrodoidea), Deckelschildläusen (Diaspididae) und Röhrenschildläusen (Ortheziidae). Weiterhin wurde für Cales noacki die Parasitierung von Eiern des Mondvogels (Phalera bucephala) aus der Schmetterlingsfamilie der Zahnspinner (Notodontidae) beobachtet.

## Innere Systematik
Der Gattung Cales sind folgende Arten zugeordnet:
- Cales berryi Mottern & Heraty, 2011
- Cales bicolor Mottern, 2014
- Cales breviclava Mottern, 2014
- Cales brevisensillum Mottern, 2014
- Cales curvigladius Mottern, 2014
- Cales longiseta Mottern, 2014
- Cales multisensillum Mottern, 2014
- Cales noacki Howard, 1907
- Cales noyesi Mottern, 2014
- Cales orchamoplati Viggiani & Carver, 1988
- Cales parvigladius Mottern, 2014
- Cales rosei Mottern, 2014
- Cales spenceri (Girault, 1915)